# Robert Prosky
Robert Prosky (né Robert Joseph Porzuczek, le 13 décembre 1930 à Philadelphie et mort le 8 décembre 2008 à Washington), est un acteur américain.

## Biographie
Fils de commerçants bouchers, Robert Prosky naît Robert Joseph Porzuczek le 13 décembre 1930, à Philadelphie, dans une famille d'origine polonaise. Il grandit dans le quartier populaire de Manayunk, dans le nord-ouest de la ville, et fait ses études à l'université Temple de Pennsylvanie. Diplômé en sciences économiques, il sert dans l'U.S. Air Force. Démobilisé, il décide de devenir comédien et suit des cours d’art dramatique à l’American Theatre Wing de New York.
À partir de 1958, Robert Prosky s’installe à Washington D.C. et intègre la compagnie de l’Arena Stage. Pendant deux décennies, il se produit dans cent-trente pièces. Ses rondeurs et ses cheveux prématurément gris lui permettent de jouer à trente ans, des personnages normalement réservés aux cinquantenaires. Il remporte notamment un très beau succès avec le rôle de Willy Loman dans Mort d'un commis voyageur d'Arthur Miller et créé celui de Shelly Levene dans Glengarry Glen Ross de David Mamet. Il joue aussi plusieurs pièces à Broadway et se voit nommé aux Tony Awards pour la reprise de Glengarry Glen Ross en 1984 et pour A Walk in the Woods (en) de Lee Blessing en 1988.
Après un parcours théâtral sans faille et quelques apparitions télévisées, Robert Prosky accepte la proposition de Michael Mann de jouer le vieux truand Leo, auprès de James Caan, dans Le Solitaire (1980). La critique encense sa prestation et le Washington Post le compare à Sydney Greenstreet, l’un des plus grands seconds couteaux du cinéma américain des années 1940. Dès lors, il ne cesse de tourner pour le grand écran. Il apparait dans une trentaine de longs-métrages qui vont faire de lui l’un des acteurs de composition les plus remarquables. Parmi ses principales prestations, il y a :
- le garagiste dans Christine (1982) de John Carpenter,
- le juge corrompu dans Le Meilleur (1984) de Barry Levinson,
- le vieux mafioso dans Parrain d'un jour (1988) de David Mamet,
- l’avocat d'Andie MacDowell dans Green card (1990) de Peter Weir,
- le Père Cavanaugh dans Rudy, une leçon de courage (1993) de David Anspaugh,
- le Président d’une chaîne de télévision Jonathan Lundy, qui emploie Robin Williams dans Madame Doubtfire (1993) de Chris Columbus,
- l’avocat qui assiste Sean Penn dans le couloir de la mort de La Dernière Marche (1995) de Tim Robbins.

Robert Prosky est aussi un visage familier des téléspectateurs pour ses prestations dans des productions télévisées telles que : Capitaine Furillo de 1984 à 1987, où il incarne le Sergent Stan Jablonski, certainement son rôle le plus connu, et The practice de 1997 à 2002. Il interprète aussi le père de Kirstie Alley dans Cheers (1992) et Les Dessous de Veronica (1997-2000) et apparaît dans certains épisodes de, entre autres, Arabesque (1987) avec Angela Lansbury, Coach (1991) avec Craig T. Nelson et Urgences (2007) avec John Stamos.
Marié à Ida Hove depuis juin 1960, et père de trois garçons, Stephan l’ainé, et Andy Prosky et John Prosky tous deux également comédiens, Robert Prosky s’éteint cinq jours avant son 78e anniversaire, le 8 décembre 2008 au Washington Hospital Center, à la suite de complications cardiaques, alors qu’il prévoyait son retour sur scène à l’Arena Stage.

## Filmographie

### Cinéma
- 1981 : Le Solitaire de Michael Mann : Leo
- 1982 : La Folie aux trousses de Sidney Poitier : Hiram Calder
- 1982 : Monsignor de Frank Perry : l'évêque Walkman
- 1983 : La Loi des seigneurs (en) (The Lords of Discipline) de Franc Roddam : Bear
- 1983 : Christine de John Carpenter : Will Darnell
- 1983 : La Forteresse noire de Michael Mann : le père Fonescu
- 1984 : Le Meilleur de Barry Levinson: le judge
- 1987 : Une chance pas croyable de Arthur Hiller : Stanislav Korzenowski
- 1987 : Big Shots de Robert Mandel : Keegan
- 1987 : Broadcast News de James L. Brooks : Ernie Merriman
- 1988 : Vacances très mouvementées (The Great Outdoors) de Howard Deutch : Wally
- 1988 : Parrain d'un jour (Things Change) de David Mamet : Joseph Vincent
- 1990 : Loose Cannons de Bob Clark : Von Metz
- 1990 : Gremlins 2 : La Nouvelle Génération (Gremlins 2: The New Batch) de Joe Dante : Grandpa Fred
- 1990 : Drôle d'amour (en) (Funny About Love) de Leonard Nimoy : E.T
- 1990 : Green Card de Peter Weir : Brontë's Lawyer
- 1991 : Age Isn't Everything (en) de Douglas Katz : Grandpa Irving
- 1992 : Horizons lointains (Far and Away) de Ron Howard : Daniel Christie
- 1992 : Hoffa de Danny DeVito : Billy Flynn
- 1993 : Last Action Hero de  John McTiernan : Nick
- 1993 : Rudy de David Anspaugh : Father Cavanaugh
- 1993 : Madame Doubtfire (Mrs. Doubtfire) de Chris Columbus : Jonathan Lundy
- 1994 : Miracle sur la 34e rue (Miracle on 34th Street) de Les Mayfield : Judge Henry Harper
- 1995 : Les Amants du nouveau monde (The Scarlet Letter) de Roland Joffé : Horace Stonehall
- 1995 : La Dernière Marche (Dead Man Walking) de Tim Robbins : Hilton Barber
- 1996 : L'Héritage de la haine (The Chamber) de James Foley : E. Garner Goodman
- 1997 : Mad City (Mad City) de Costa-Gavras : Lou Potts
- 1999 : Allô, la police ? (Dudley Do-Right) de Hugh Wilson : Inspector Fenwick
- 2002 : Compte à rebours mortel (D-Tox) de Jim Gillespie : McKenzie
- 2002 : Crève, Smoochy, crève ! (Death to Smoochy) de Danny DeVito : Network chairman

### Télévision
- 1971 : They've Killed President Lincoln (TV) : Edwin M. Stanton
- 1975 : Zalmen: or, The Madness of God (TV) : The Chairman
- 1981 : The Ordeal of Bill Carney (TV) : Judge Philip Erbsen
- 1982 : La Troisième Guerre mondiale (World War III) : Général Aleksey Rudenski
- 1985 : Une étrange disparition (Into Thin Air) (TV) : Jim Conway
- 1988 : A Walk in the Woods (en) (TV) : Andrey Botvinnik
- 1988 : Le Meurtre de Mary Phagan (The Murder of Mary Phagan) (TV) : Tom Watson
- 1989 : Home Fires Burning (TV) : Rosh Benefield
- 1989 : From the Dead of Night (TV) : Docteur Walter Hovde
- 1989 : Double casse, hold-up à Ocean Down (en) (TV) : Dancer
- 1990 : Johnny Ryan (TV) : Capt. Fitzgerald
- 1990 : Lifestories (série télévisée) : Storyteller (voix)
- 1990 : Dangerous Pursuit (TV) : Bill
- 1990 : The Love She Sought (TV) : Bishop Richard Baker
- 1992 : Un sosie dangereux (Double Edge) (TV) : Maggie's Father
- 1992 : Jeux d'influence (en) (Teamster Boss: The Jackie Presser Story) (TV) : Maishe
- 1995 : Brothers' Destiny (TV) : Father Tierney
- 1997 : Les Dessous de Veronica (Veronica's Closet) (série télévisée) : Patrick « Pat » Chase
- 1998 : The Lake (TV) : Herb
- 1999 : Vote sous influence (Swing Vote) (TV) : Chief Justice
- 2001 : Danny (série télévisée) : Lenny
- 2007 : Urgences (TV) : Wayne Rutley

## Voix françaises
| - Jacques Dynam dans : - Le Solitaire - Broadcast News - Philippe Dumat dans : - Le Meilleur - Horizons lointains - Serge Lhorca dans : - Last Action Hero - Madame Doubtfire - Henri Labussière dans (les séries télévisées) : - Les Dessous de Veronica - Urgences | et aussi : - André Valmy dans Christine - Roger Lumont dans La Forteresse noire - Albert Médina dans Hill Street Blues (série télévisée) - Jean-Pierre Delage dans Gremlins 2 : La Nouvelle Génération - Raoul Guillet dans Green Card - Pierre Baton dans Hoffa - Jean Michaud dans Miracle sur la 34e rue - Georges Berthomieu dans L'Héritage de la haine - Raymond Baillet dans Mad City - Robert Darmel dans Allô la police - Jean Lescot dans Compte à rebours mortel |